# Григорій Лісницький
Григорій Сафонович Лісницький (? — пом. 1664) — український державний та військовий діяч, сподвижник гетьмана Богдана Хмельницького, учасник повстання 1648—1657 років.

## Життєпис
За деякими джерелами, народився на Київщині в шляхетській родині. 
З 1652 до 1658 року займав посаду миргородського полковника. Судячи з того, що, замість страченого Матвія Гладкого, Хмельницький призначив полковником Миргородським Григорія Лісницького, сам Лісницький в опозиції до гетьмана на той час не перебував. 1657 року був призначений на посаду наказного гетьмана. Пізніше брав участь у походах проти татар.
Підтримував гетьмана Івана Виговського (1657-1659). Полковник і дипломат Лісницький був і серед тих, хто на початку вересня вів переговори з польськими комісарами в Гадячі, де 6 вересня між Виговським та королем Польщі було укладено Гадяцький договір. Шість пунктів цього договору фактично ліквідовували Переяславську угоду, підписану Б. Хмельницьким, і передбачали входження України, під назвою Великого князівства Руського, до складу Речі Посполитої як третього рівноправного члена двосторонньої унії королівства Польського і Великого князівства Литовського.
Пізніше був прихильником гетьмана Юрія Хмельницького (1659-1663), близько року перебував на посаді генерального судді (з 1661 по 1662). Учасник укладення Слободищенського трактату (1660).
В 1662 році перебуваючи у Львові записався до Львівського братства.
У 1664 році Григорія Лісницького звинуватили у державній зраді та за наказом правобережного гетьмана Павла Тетері розстріляли.